# Волков, Александр Петрович (генерал-полковник)
Александр Петрович Волков (7 февраля 1934, Надеждино, Ивановская Промышленная область — 22 апреля 2014, Москва) — советский и российский военачальник, генерал-полковник (3.05.1989). Первый заместитель Главнокомандующего Ракетными войсками стратегического назначения (1989—1994), кандидат технических наук, профессор Академии военных наук РФ.

## Биография
Александр Петрович Волков начал свою службу в Вооружённых силах СССР в 1952 году. В 1954 году он окончил Рязанское артиллерийское училище.
На протяжении своей карьеры Волков занимал различные командные должности, включая командира взвода, командира батареи и начальника группы испытаний ракет Р-9А. Он командовал ракетным полком в Забайкалье и 7-й гвардейской ракетной дивизией.
В 1966 году Александр Волков окончил Военную академию имени Ф. Э. Дзержинского.
С 1973 по 1977 год он командовал 7-й гвардейской ракетной дивизией. Затем, с 1977 по 1982 год, был начальником штаба 50-й ракетной армии в Смоленске. В период с 1982 по 1987 год Волков командовал 43-й ракетной армией, расположенной в Виннице.
В 1985 году он окончил Военную академию Генерального штаба.
С 1987 по 1989 год Александр Волков занимал пост заместителя главнокомандующего РВСН по боевой подготовке, возглавляя управление боевой подготовки ракетных войск. С 1989 по 1994 год он был первым заместителем главнокомандующего РВСН.
Александр Петрович Волков избирался депутатом Верховного Совета УССР 11-го созыва, а также депутатом Верховного Совета РСФСР с 1990 по 1993 год.
Жил в Москве. Скончался 22 апреля 2014 года и был похоронен на Троекуровском кладбище.

## Награды
- Орден Октябрьской Революции
- Орден Трудового Красного Знамени
- Орден «Знак Почёта»
- Орден Красной Звезды
- Медаль «В ознаменование 100-летия со дня рождения Владимира Ильича Ленина»
- Юбилейная медаль «Двадцать лет Победы в Великой Отечественной войне 1941—1945 гг.»
- Юбилейная медаль «40 лет Вооружённых Сил СССР»
- Юбилейная медаль «50 лет Вооружённых Сил СССР»
- Юбилейная медаль «60 лет Вооружённых Сил СССР»
- Юбилейная медаль «70 лет Вооружённых Сил СССР»
- Медаль «За безупречную службу» I степени
- Медаль «За безупречную службу» II степени
- Медаль «За безупречную службу» III степени
- Медаль «Ветеран Вооружённых Сил СССР»
- Медаль «За укрепление боевого содружества»
- Медаль «В память 850-летия Москвы»